# 6092 Johnmason
6092 Johnmason è un asteroide della fascia principale. Scoperto nel 1990, presenta un'orbita caratterizzata da un semiasse maggiore pari a 2,3682937 UA e da un'eccentricità di 0,2504856, inclinata di 9,49781° rispetto all'eclittica.